# Нижне-Чуфичево
Нижне-Чуфичево — село в Старооскольском городском округе Белгородской области. Расстояние до города Старый Оскол составляет 18 километров.

## История
Название села – производное от имени речки Чуфички, правого притока Оскола. Село Нижнее Чуфичево, как повествует Дозорная книга за 1616 год, «располагалось на высоком правом берегу у устья речки Чуфичевка под Чуфичевским лесом». В поселении проживали дети боярские — однодворцы. Всего в нем было 14 помещичьих дворов.
Согласно «Списку населенных мест XIX века», «село Нижнее Чуфичево при речке Чуфичке располагалось по правую сторону проселочной дороги из Старого Оскола в Новый Оскол и входило в состав Старооскольского уезда Курской губернии». В 1860 году на средства местного помещика Василия Александровича Юдина в селе была построена каменная церковь во имя Архистратига Михаила.
По документам переписи 1885 года Старооскольского уезда Долгополянской волости село Нижнее-Чуфичево – 949 жителей (491 муж. и 451 жен.). К 1890 году в селе было уже 1107 жителей (550 муж., 557 жен.). В 1907 году в Нижне-Чуфичево – 1106 жителей (556 муж., 550 жен.). В Нижне-Чуфичево в 1899 году была построена кирпичная церковно-приходская школа.
С июля 1928 года с. Нижне-Чуфичево – центр Нижне-Чуфичевского сельсовета (село, деревня и хутор) в Старооскольском районе. В 1932 году в селе было 1218 жителей.
Летом 1942 года, в период оккупации, у стен храма был лагерь для военнопленных под открытым небом. 22 января 1943 года войсками 1850-го истребительно-противотанкового артиллерийского полка 32-й отдельной истребительно-противотанковой артиллерийской бригады 40-й армии Воронежского фронта село освобождено от немецко-фашистских захватчиков.
С 1950-х годов Нижне-Чуфичево находится в Долгополянском сельсовете.
19 июля 1961 года Совет по делам Русской православной церкви при Совете Министров СССР постановил «Церковь Архистратига Михаила в селе Нижнее Чуфичево снести». Из церковного кирпича должны были возвести мастерские для производственного обучения. Но дальше слома боковых колонн дело не пошло. Храм остался стоять в центре села.
На 17 января 1979 года в селе 240 жителей, на 12 января 1989 года – 138 (57 муж., 81 жен.). В 1997 году в Нижне-Чуфичево было 66 домовладений и 124 жителя.
19 ноября 2009 года было принято решение о начале реставрации храма во имя Архистратига Михаила. В 2011 году была закончена реставрация внешней части храма. 1 октября 2017 года в храме зазвучали колокола.